# Rete tranviaria di Roma
La rete tranviaria di Roma è un sistema di trasporto pubblico locale di superficie composto da sei linee tranviarie urbane, per una lunghezza complessiva di circa 36 chilometri, e gestito interamente dalla società in house ATAC per conto dell'ente Roma Capitale.

## Rete
Su una rete di 36 km di impianti sono esercìte più linee per un totale di esercizio di 50,8 km, con vari tratti in comune a più linee.
Attualmente la rete è costituita da sei linee:
- 2 Mancini - Piazzale Flaminio (2,7 km)
- 3 Valle Giulia - Stazione Trastevere (13,3 km)
- 5 Termini - Gerani (7,2 km)
- 8 Venezia - Casaletto (5,8 km)
- 14 Termini - Togliatti (7,5 km)
- 19 Risorgimento San Pietro - Gerani (14,3 km)

Segue un breve prospetto della rete, linea per linea.
Linea 2
| Urban head station |

| Urban stop on track |

| Urban stop on track |

| Urban stop on track |

| Unknown route-map component "ubSHI2lr" |

| Unknown route-map component "uBHF(R)f" | Urban straight track |

| Urban straight track | Unknown route-map component "uBHF(L)g" |

| Unknown route-map component "uBHF(R)f" | Urban straight track |

| Urban straight track | Unknown route-map component "uBHF(L)g" |

| Unknown route-map component "uBHF(R)f" | Urban straight track |

| Urban straight track | Unknown route-map component "uBHF(L)g" |

| Unknown route-map component "uBHF(R)f" | Urban straight track |

| Unknown route-map component "ubSHI2+lr" |

| Urban End station |

La linea 2 si sviluppa interamente all'interno del Q. I Flaminio, correndo lungo via Flaminia e viale Tiziano e collegando tra loro piazzale Flaminio e piazza Antonio Mancini. È la linea più breve oltre che quasi completamente isolata, eccetto un breve tratto comune alla linea 19 in viale delle Belle arti.
Linea 3
| Urban head station |

| Urban stop on track |

| Urban stop on track |

| Urban stop on track |

| Urban stop on track |

| Urban stop on track |

| Urban stop on track |

| Urban stop on track |

| Urban stop on track |

| Urban stop on track |

| Urban stop on track |

| Urban stop on track |

| Urban stop on track |

| Urban stop on track |

| Urban stop on track |

| Urban stop on track |

| Urban stop on track |

| Urban stop on track |

| Urban stop on track |

| Urban stop on track |

| Urban stop on track |

| Urban stop on track |

| Urban stop on track |

| Urban stop on track |

| Urban stop on track |

| Urban stop on track |

| Urban stop on track |

| Urban stop on track |

| Urban stop on track |

| Urban stop on track |

| Urban stop on track |

| Urban stop on track |

| Urban stop on track |

| Urban stop on track |

| Urban stop on track |

| Urban stop on track |

| Urban stop on track |

| Urban stop on track |

| Urban stop on track |

| Urban stop on track |

| Urban stop on track |

| Urban stop on track |

| Urban stop on track |

| Urban stop on track |

| Urban stop on track |

| Urban stop on track |

| Urban End station |

La linea 3 è esercìta su parte di quanto resta della cosiddetta "circolare esterna": con un andamento semicircolare, collega tra loro Valle Giulia e la stazione Trastevere. Condivide con la linea 19 la tratta da Valle Giulia al nodo tranviario di Porta Maggiore.
Linea 5
| Urban head station |

| Urban stop on track |

| Urban stop on track |

| Urban stop on track |

| Urban stop on track |

| Urban stop on track |

| Urban stop on track |

| Urban stop on track |

| Urban stop on track |

| Urban stop on track |

| Urban stop on track |

| Urban stop on track |

| Urban stop on track |

| Urban stop on track |

| Urban stop on track |

| Urban stop on track |

| Urban stop on track |

| Urban stop on track |

| Urban stop on track |

| Urban stop on track |

| Urban stop on track |

| Urban stop on track |

| Urban stop on track |

| Urban stop on track |

| Urban stop on track |

| Urban stop on track |

| Urban stop on track |

| Urban End station |

La linea 5 collega tra loro la stazione Termini e piazza dei Gerani (nel cuore del Q. XIX Prenestino-Centocelle). Da Porta Maggiore fino a Tor de' Schiavi corre lungo la via Prenestina assieme alle linee 14 e 19, e assieme alla sola 19 da Tor de' Schiavi al comune capolinea di Gerani.
Linea 8
| Urban head station |

| Urban stop on track |

| Urban stop on track |

| Urban stop on track |

| Urban stop on track |

| Urban stop on track |

| Urban stop on track |

| Urban stop on track |

| Urban stop on track |

| Urban stop on track |

| Urban stop on track |

| Urban stop on track |

| Urban stop on track |

| Urban stop on track |

| Urban stop on track |

| Urban End station |

La linea 8 collega tra loro piazza Venezia e via del Casaletto (all'estremo limite del Q. XII Gianicolense). Come la linea 2 è parzialmente isolata, eccetto la tratta condivisa con la linea 3 lungo viale di Trastevere fino all'omonima stazione, oltre la quale prosegue lungo la circonvallazione Gianicolense fino al capolinea di Casaletto.
Linea 14
| Urban head station |

| Urban stop on track |

| Urban stop on track |

| Urban stop on track |

| Urban stop on track |

| Urban stop on track |

| Urban stop on track |

| Urban stop on track |

| Urban stop on track |

| Urban stop on track |

| Urban stop on track |

| Urban stop on track |

| Urban stop on track |

| Urban stop on track |

| Urban stop on track |

| Urban stop on track |

| Urban stop on track |

| Urban stop on track |

| Urban stop on track |

| Urban stop on track |

| Urban stop on track |

| Urban stop on track |

| Urban stop on track |

| Urban stop on track |

| Urban End station |

Condivide gran parte del percorso con la linea 5, terminando però poco più a est di piazza dei Gerani, in viale Palmiro Togliatti. Da Termini a Tor de' Schiavi condivide il percorso con la linea 5 e, da Porta Maggiore a Tor de' Schiavi, anche con la linea 19.
Linea 19
| Urban head station |

| Urban stop on track |

| Urban stop on track |

| Urban stop on track |

| Urban stop on track |

| Urban stop on track |

| Urban stop on track |

| Urban stop on track |

| Urban stop on track |

| Urban stop on track |

| Urban stop on track |

| Urban stop on track |

| Urban stop on track |

| Urban stop on track |

| Urban stop on track |

| Urban stop on track |

| Urban stop on track |

| Urban stop on track |

| Urban stop on track |

| Urban stop on track |

| Urban stop on track |

| Urban stop on track |

| Urban stop on track |

| Urban stop on track |

| Urban stop on track |

| Urban stop on track |

| Urban stop on track |

| Urban stop on track |

| Urban stop on track |

| Urban stop on track |

| Urban stop on track |

| Urban stop on track |

| Urban stop on track |

| Urban stop on track |

| Urban stop on track |

| Urban stop on track |

| Urban stop on track |

| Urban stop on track |

| Urban stop on track |

| Urban stop on track |

| Urban stop on track |

| Urban stop on track |

| Urban stop on track |

| Urban stop on track |

| Urban stop on track |

| Urban stop on track |

| Urban stop on track |

| Urban stop on track |

| Urban stop on track |

| Urban stop on track |

| Urban stop on track |

| Urban stop on track |

| Urban stop on track |

| Urban End station |

La linea 19, come la linea 3, è esercita su parte di quanto resta della "circolare esterna"; con un andamento semicircolare, collega tra loro piazza dei Gerani e piazza del Risorgimento (distante circa 500 metri da piazza San Pietro). È la più lunga della rete e incrocia altre quattro linee: oltre al breve tratto comune con la linea 2, condivide la tratta da Valle Giulia a Porta Maggiore con la linea 3 e quella da Porta Maggiore a Tor de' Schiavi con le linee 5 e 14, per poi proseguire assieme alla sola linea 5 fino al comune capolinea di Gerani.

## Storia

### Prima del tram: gli omnibus a cavalli
La prima linea romana di trasporto pubblico, operata con omnibus e priva di orari fissi, fu aperta nel giugno 1845 su autorizzazione di papa Gregorio XVI tra piazza Venezia e la Basilica di San Paolo fuori le mura allo scopo di agevolare il suo raggiungimento da parte dei pellegrini.
Negli anni successivi si aggiunsero altre linee, soprattutto a servizio dei nascenti scali ferroviari, concesse dallo Stato a privati che agivano indipendentemente tra loro. Gli omnibus a trazione animale, incontrando il favore dei cittadini, si diffusero rapidamente. Dovettero, però, trascorrere 32 anni prima di vedere a Roma la prima linea di trasporto su rotaie. Dopo la breccia di Porta Pia e l'unione di Roma al Regno d'Italia, un gruppo di imprenditori privati fondò nel 1871 l'Impresa Romana degli Omnibus, poi Società Romana Omnibus e infine Società Romana Tramways Omnibus (SRTO), che svolse a Roma un ruolo importante fino al 1929.
Gli omnibus, seppure in costante declino con lo sviluppo della rete tranviaria, rimasero a lungo, sopravvivendo di quasi 20 anni al tram a cavalli; l'ultima linea, fra piazza Venezia e piazza del Popolo, fu soppressa solo nel 1921.

### I tram a cavalli
Le rotaie del tram a cavalli fecero la loro comparsa a Roma per iniziativa della Società Anonima per l'esercizio di Ferrovie e Tramvie Economiche (TFE), a capitale belga, che riuscì ad ottenere prima la concessione per la tranvia extraurbana a vapore Roma-Tivoli e subito dopo l'incarico a costruire e gestire la prima linea urbana, tra piazzale Flaminio e ponte Milvio.
Fu inaugurata prima la linea tranviaria urbana, il 2 agosto 1877. Si trattava di un impianto a scartamento ordinario a binario unico, con due raddoppi per gli incroci. La seconda linea urbana, gestita dalla medesima società, fu attivata il 1º novembre 1879 sul percorso Termini-Verano, quale penetrazione urbana a cavalli della extraurbana tranvia Roma-Tivoli, a vapore.
In occasione del Natale 1880 fu aperta la Termini-piazza Venezia lungo via Nazionale, di particolare interesse: infatti fu la prima linea SRTO (allora SRO), la prima ad essere costruita a doppio binario, il primo collegamento tranviario con la stazione Termini. Le notevoli pendenze venivano affrontate rinforzando il tiro con muli. Pochi giorni dopo, nel gennaio 1881 la SRTO aprì la Termini-San Giovanni, mentre un privato, l'ing. Marotti, realizzò il collegamento piazza Montanara-San Paolo; nel 1886 la SRTO assorbì tale linea e quella TFE lungo la via Flaminia.
Nel 1893 vennero infine aperte le linee da piazza Venezia a San Pietro, alla stazione Trastevere e a Termini passando per via Cavour.

### I primi tram elettrici

Motrice SRTO 335 in via Milano prima del 1908

Domenica 6 luglio 1890 la SRTO, su proposta di un certo capitano Michelangelo Cattori, alla presenza di re Umberto I sperimentò sulla via Flaminia (linea di ponte Milvio) il primo tram elettrico, utilizzando un sistema di elettrificazione in serie già provato con scarso successo negli Stati Uniti e in Inghilterra. Il successivo sabato 12 luglio la linea venne aperta al pubblico, ma anche a Roma l'esperimento non riscosse i risultati sperati e in breve l'impianto elettrico fu smantellato.
La seconda apparizione del tram elettrico avvenne il 2 settembre 1895 sulla linea Termini-San Silvestro, con l'utilizzo del sistema di alimentazione a corrente continua a 550 V tramite filo aereo e ritorno della corrente attraverso le rotaie. Da allora la SRTO si dedicò all'elettrificazione di tutta la rete a cavalli, completandola nel 1904. L'ultima linea ad essere elettrificata fu quella di ponte Milvio.
Nel 1905 la SRTO gestiva ormai una rete di diciassette linee tranviarie e disponeva di un parco di 144 tram elettrici oltre ad un numero imprecisato di vetture a cavalli, utilizzate come rimorchi e destinate ad una rapida dismissione. Nel 1908 le linee iniziarono ad essere contrassegnate tramite un numero progressivo, dopo essere state indicate per qualche anno da tabelle colorate.

### La municipalizzazione

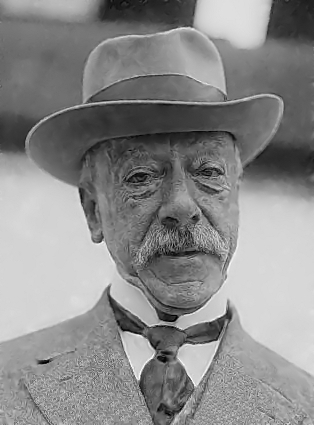
Ernesto Nathan

Su iniziativa della giunta comunale guidata da Ernesto Nathan, nel 1909 venne fondata l'Azienda Autonoma Tranviaria Municipale (AATM). La prima linea AATM fu la III, da Largo Chigi a santa Croce in Gerusalemme (l'AATM adottò numeri romani per distinguere i propri servizi da quelli svolti dalla SRTO), che aprì il 21 marzo 1911. Nel 1912 l'AATM gestiva già 5 linee.
Durante la Grande Guerra gran parte del personale tranviario venne richiamato al fronte, e sia l'AATM sia la SRTO furono costrette ad assumere personale femminile. Le due aziende, assieme alla TFE, assicuravano anche un capillare servizio di trasporto dei feriti dalle stazioni ferroviarie agli ospedali di Roma. A piazza Flavio Biondo ancora esiste il binario di raccordo tra la rete tranviaria e la stazione Trastevere.
Alla guerra seguirono gli anni della seconda grande espansione della rete, grazie soprattutto all'AATM, che si preparava a riscattare tutte le concessioni della SRTO, il cui canto del cigno fu rappresentato dall'apertura della linea per Monteverde Vecchio nel 1918. Tra il 1920 ed il 1922 avvenne il trasferimento all'AATM di tutte le linee SRTO ad eccezione della linea 16 San Pietro - San Giovanni. AATM assorbì anche 228 motrici SRTO. Negli anni successivi continuò l'espansione della rete tranviaria, che raggiunse Monte Sacro, Garbatella, via Prenestina e Parioli, mentre venivano costruite nuove linee lungo via Aventino, viale del Muro Torto, Corso d'Italia e nel quartiere San Lorenzo, costituendo l'ossatura delle future circolari.
Il 1º giugno 1927 il comune divenne governatorato di Roma e l'AATM fu rinominata ATG (Azienda Tranviaria del Governatorato): aumentarono sia la lunghezza della rete che la consistenza del parco rotabile, con la consegna delle allora innovative motrici a carrelli MRS, destinate a circolare per settant'anni. Il tram iniziò ad essere eliminato da alcune zone centrali, mentre si espandeva in periferia.
Nel 1929 cessò di esistere la SRTO, che cedette la linea 16 e tutto il proprio materiale all'ATAG (nuovo nome dell'ATG). Il 31 dicembre 1929 la rete tranviaria romana raggiunse la sua massima espansione: 800 motrici e 280 rimorchi circolavano su 59 linee, con 140 km di impianti e 400 km di lunghezza d'esercizio.

### Razionalizzazione della rete (1930)

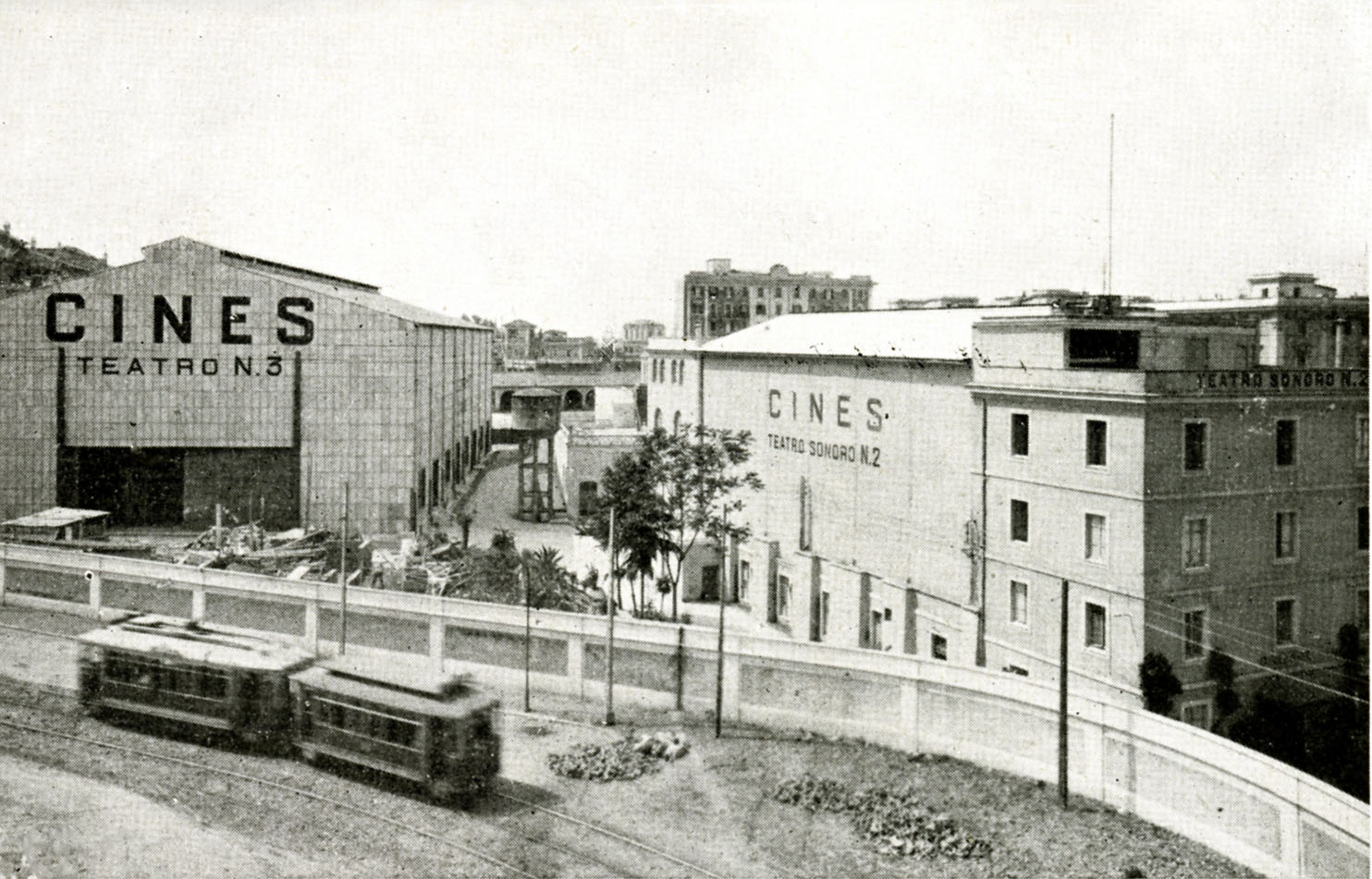
Un convoglio ATAG in via Magna Grecia accanto agli Studi cinematografici Cines nel 1931

Da tempo l'ATAG stava elaborando una radicale razionalizzazione del sistema tranviario romano che riducesse la sovrapposizione tra le linee; si ritenne inoltre allora necessario sopprimere il tram lungo alcuni percorsi attraverso il centro storico, ritenuti non più compatibili con il traffico automobilistico.
La rete venne strutturata su due linee circolari, una interna (denominata circolare nera) ed una esterna (circolare rossa, completata nel 1931), tra loro concentriche, che nei due sensi di marcia circoscrivevano l'ambito dei rioni e quello dei primi quartieri, e su 24 linee radiali, i cui capolinea erano situati lungo la circolare interna. All'interno della circolare nera tutte le linee tranviarie furono soppresse e sostituite da undici autolinee.
Vennero così smantellati circa 40 km di binario (tra cui le lunghe linee di via Nomentana, nel 1935, e i binari lungo Via Aurelia, nel 1938) e pertanto la lunghezza d'esercizio risultò dimezzata. L'ATAG dismise e demolì conseguentemente centinaia di motrici in soprannumero, tra cui quasi tutto il materiale ex SRTO.
Contemporaneamente alla soppressione di metà della rete, vennero attivate nuove linee nei quartieri Tuscolano e Mazzini.

### Durante la seconda guerra mondiale
Il servizio tranviario, che in un primo momento dovette supplire alla riduzione della rete autofiloviaria afflitta dalla penuria di pneumatici, cominciò a subire direttamente le conseguenze della seconda guerra mondiale a partire dal 1943, quando i bombardamenti del 19 luglio e del 13 agosto colpirono pesantemente il deposito di Porta Maggiore e le Officine Centrali, causando la distruzione di sessantanove tram e il danneggiamento di altri duecentodiciannove. Nel 1944 i tedeschi si impossessarono inoltre di altri settanta tram, che vennero rimessi in servizio in Germania, e prima di ritirarsi sabotarono le centrali elettriche causando la paralisi completa del trasporto pubblico.
Con l'arrivo degli alleati l'ATAC, nuovo nome dell'azienda di gestione, riprese gradualmente il servizio tranviario.

### Le Olimpiadi del 1960 e il declino della rete
Negli anni 1950 la rete tranviaria romana si contrasse ancora, soprattutto nell'area ovest, con la chiusura nel 1955 delle linee 26 (Piazza Indipendenza-Piazzale Medaglie D'Oro), 27 (Piazza Cavour-Monte Mario-Santa Maria della Pietà) e 27/ (Piazza Cavour-Parco di Monte Mario). D'altro canto, le linee della Prenestina furono prolungate: il 12 raggiunse Tor de' Schiavi (incrocio tra via Prenestina e via Serenissima) nell'estate del 1955 e Centocelle nell'anno successivo, mentre nel 1958 fu istituita la linea 14 Termini-Via Lucera (attuale Viale Togliatti). Nel 1959, in preparazione delle Olimpiadi del 1960, vennero presi provvedimenti radicali a favore del traffico veicolare: furono dunque soppressi i binari lungo il Muro Torto e istituito il senso unico sui lungotevere, con la conseguente soppressione delle circolari interne CD e CS, del tram 8, e della circolare esterna sinistra, la ES.
Nel 1960 vennero anche soppresse le linee dei Parioli (3 e 4) e la linea 1 Piazzale Flaminio-Ponte Milvio. Anche dopo le Olimpiadi la rete fu ulteriormente ridotta nel 1963, con soppressione delle linee 15 (Piazza Lodi-Monte Savello) e 6 (Piazza Istria-V.XX Settembre), e nel 1965 con la soppressione del 16 (V.XX Settembre-Piazza Ragusa). Nel 1967 fu la volta dei binari fra piazza Indipendenza e piazza Istria, furono dunque limitate le linee 5 (che divenne P. Indipendenza-Garbatella) e 7 (Piazza Bologna-Piazza Zama). Nel 1970, con i lavori della metro A che avanzavano, furono soppressi i binari di Via Merulana e il 7 fu deviato su Via Emanuele Filiberto. Nel 1972, con la soppressione delle linee 5 e 7, i tram abbandonarono piazza Indipendenza e piazza Zama, ed alla fine del 1973, con la trasformazione in autolinea dell'11 (Portonaccio-Garbatella), la rete tranviaria di Roma fu ridotta a quattro linee: 29 (ex ED circolare esterna destra), 12 (Termini-Centocelle), 13 (Monteverde-Largo Preneste) e 14 (Termini-Viale Togliatti).

### Tra gli anni 1970 e 1990

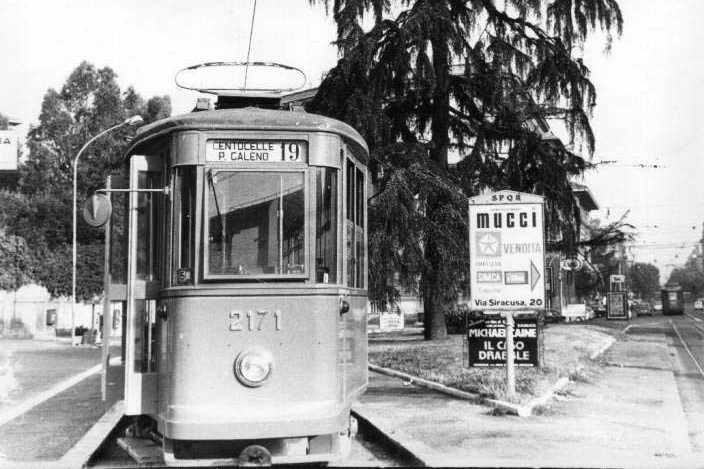
Primo giorno di esercizio della linea 19,

Dal 1974-75 cominciò una timida inversione di tendenza e iniziarono una serie di interventi di ammodernamento della rete per cercare di rilanciare il servizio tramviario: venne infatti ricostruito il binario "antiorario” lungo circa tre quarti del vecchio percorso della circolare esterna. 
Il 1º agosto 1974 entrò in esercizio la nuova linea 19 (Centocelle - Piazza Galeno).
Il 3 marzo 1975 fu soppressa la linea circolare 29 (Esterna Destra), sostituita dalla nuova linea semicircolare 30 Piazza San Giovanni di Dio - Piazza del Risorgimento, quest'ultimo divenuto capolinea anche della citata linea 19; nacquero anche le linee 19/ (Valle Giulia - Tor de' Schiavi) e 30/ (Valle Giulia - Piazzale Ostiense). Fu però abbandonato il binario tra piazza dell'Emporio e Piazza del Risorgimento.
Dal 6 luglio 1976 venne poi abbandonato anche il tratto di Via degli Annibaldi-Via Nicola Salvi-Via Cavour-Via Lanza (dapprima temporaneamente a causa di un cantiere, e poi definitivamente) e la linea 13 andò a sovrapporsi interamente alla 30 da Piazza San Giovanni di Dio a Porta Maggiore. Nello stesso anno il capolinea di Centocelle venne spostato in Piazza dei Gerani.
Il 26 luglio 1979 le linee 12 e 12/ furono rinumerate rispettivamente 516 e 517.
Nel 1982-1983 fu ricostruito il binario su via Flaminia tra viale delle Belle Arti e piazza Mancini, su cui fu deviata la linea 19 a partire dal 15 marzo 1983.
A metà anni ottanta insistevano quindi su Roma otto linee tranviarie:
- 13, Largo Preneste ‒ Piazza San Giovanni di Dio
- 14, Stazione Termini - Viale Togliatti
- 19, Piazza dei Gerani ‒ Piazza Mancini
- 19/, Tor de' Schiavi ‒ Piazza Thorvaldsen
- 30, Piazza San Giovanni di Dio ‒ Piazza del Risorgimento
- 30/, Piazzale Ostiense ‒ Piazza Thorvaldsen
- 516, Stazione Termini - Piazza dei Gerani
- 517, Via Farini - Tor de' Schiavi

Le linee 19/, 30/ e 517 erano attive solo nei giorni feriali

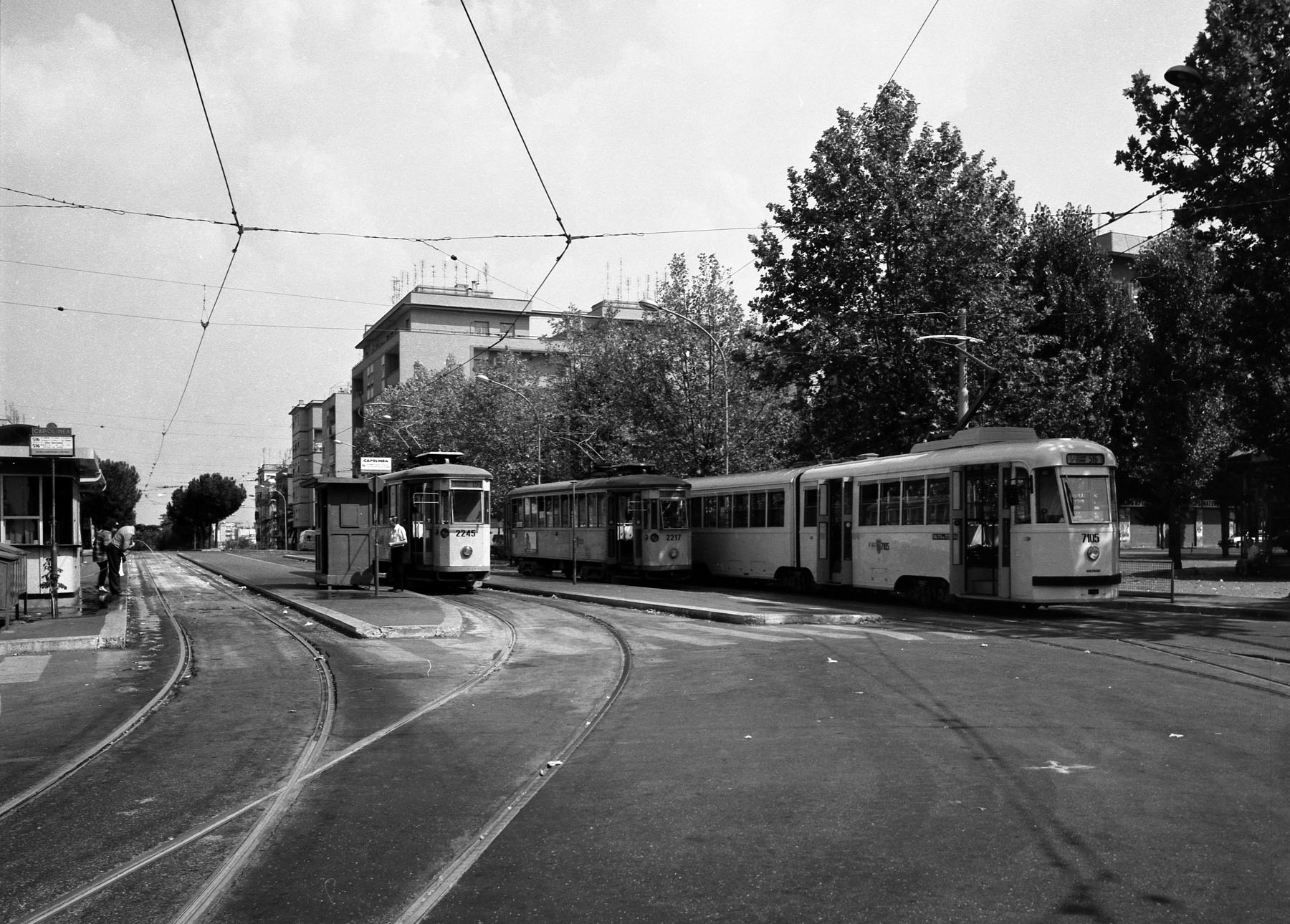
Piazza dei Gerani il capolinea tranviario ATAC (1988)

Nel 1990, in occasione del campionato mondiale di calcio, tornarono i binari a Piazzale Flaminio: il 7 giugno fu istituita la linea 225 (Piazzale Flaminio - Piazza Mancini), mentre il 19 tornò a Piazza Risorgimento in sostituzione del 30 che venne soppresso a favore di un potenziamento del 30/, trasformato in linea a regime.
Nel 1996 venne disattivato, per motivi di sicurezza, il capolinea di via Tor de' Schiavi, cosa che portò alla soppressione delle linee 19/ e 517, complice anche l'accantonamento di molte motrici MRS; nello stesso anno iniziarono i lavori per la realizzazione della nuova linea 8 (Casaletto - Largo di Torre Argentina), con smantellamento del capolinea di Piazza San Giovanni di Dio, con conseguenti limitazioni del 13 prima alla Stazione Trastevere, e poi a Piazzale Ostiense quando vennero posati anche i nuovi binari tra via Induno e Largo di Torre Argentina.
La nuova tramvia venne attivata il 23 marzo 1998, con contemporanea soppressione della vecchia linea 13. Nel medesimo periodo, il 19 fu nuovamente limitato a Piazza Mancini, per via di vari cantieri, durati oltre due anni, che interessarono tutta la zona di San Pietro, in vista del Giubileo: il percorso ordinario del 19 fu ripristinato il 1º luglio 2000. Venne ipotizzata anche l'istituzione di una nuova linea 7 Piazza Mancini - Piazza Risorgimento, che però rimase solo sulla carta.
Intanto già dal novembre 1997, alcuni lavori su via Giolitti resero necessario spostare il capolinea del 14 e del 516 su via Amendola, dove tuttavia rimase per 13 anni.
Nel corso del 2000 alcune linee vennero riclassificate: il 3 aprile venne la nuova linea 3 (Stazione Trastevere - Valle Giulia) come prolungamento del 30/ (soppresso), mentre dal 1º novembre il 225 e il 516 furono rinumerati rispettivamente 2 e 5.
La rete assunse quindi la configurazione attuale con sei linee: 2, 3, 5, 8, 14 e 19.

### Il XXI secolo

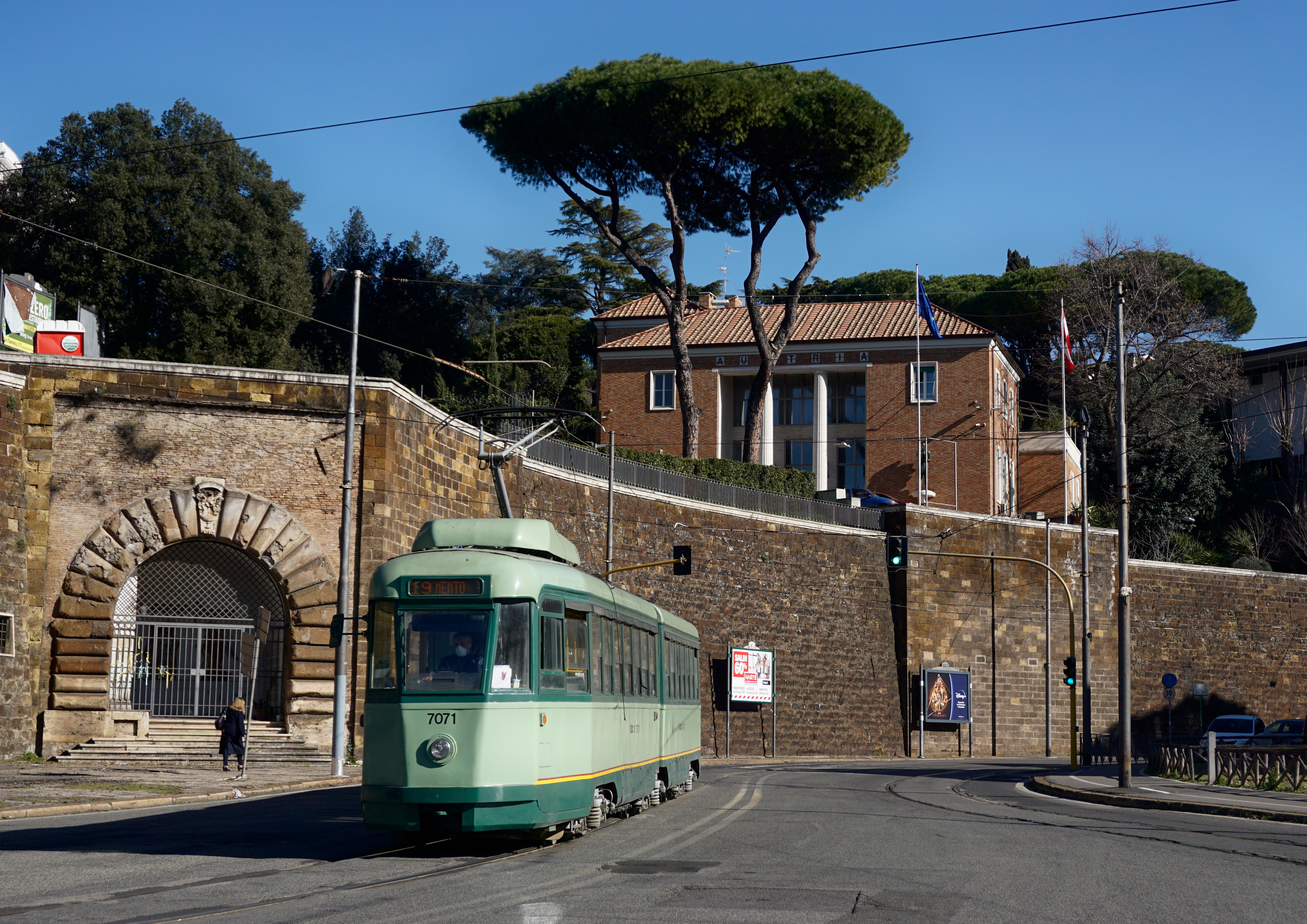
Tram della linea 19 in transito presso l'Arco oscuro (2021)

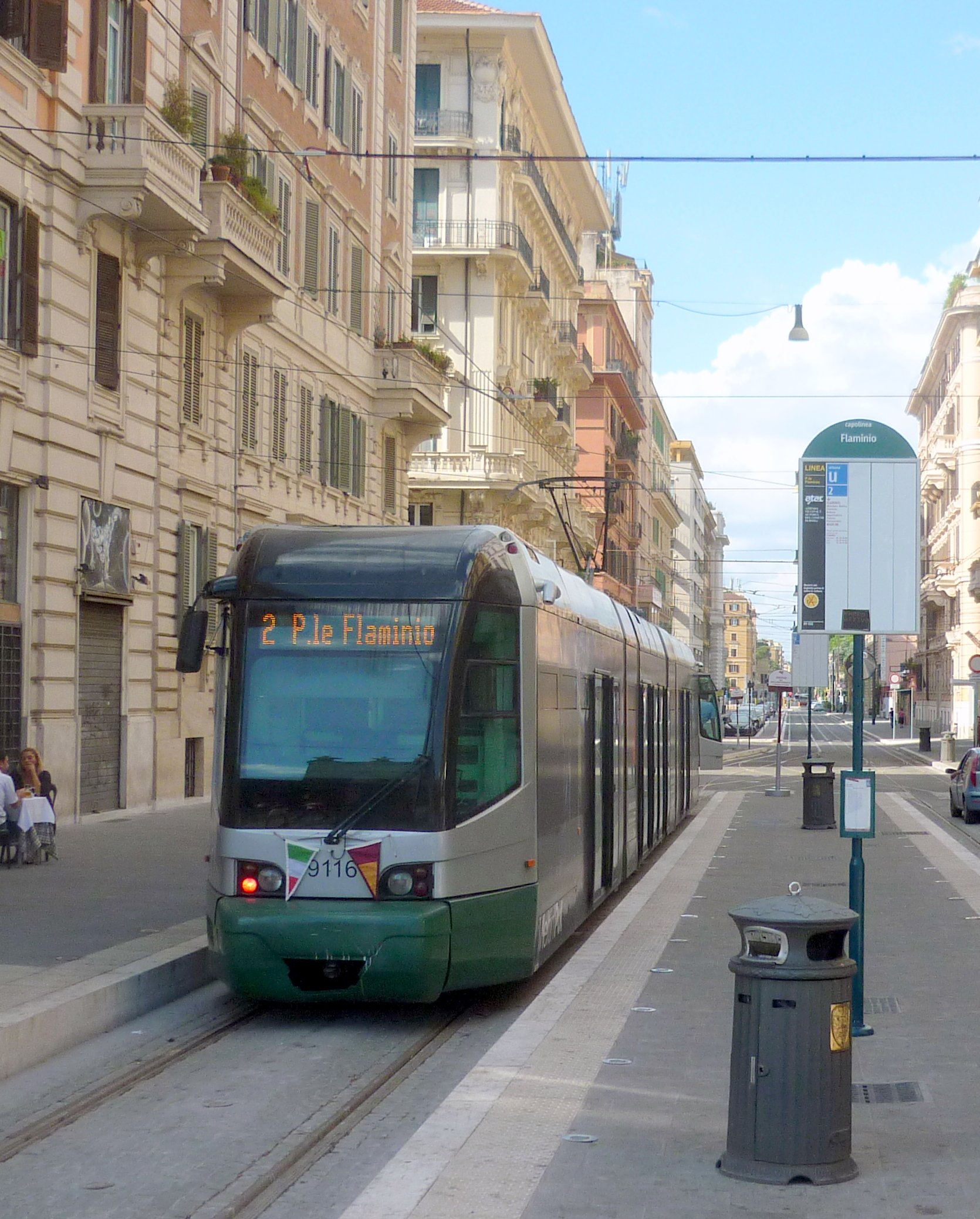
Tram della linea 2 in partenza dal capolinea di piazzale Flaminio

Nel 2000, trasformata l'ATAC in agenzia comunale della mobilità, la gestione della rete di superficie fu affidata alla società Trambus; tale situazione perdurò fino al 2010, quando Trambus e Met.Ro (che gestiva la rete metropolitana e le ferrovie regionali ex concesse) vennero riassorbite dall'ATAC stessa.
Intanto proseguirono gli interventi di ammodernamento della rete tranviaria. Dal luglio 2005 il servizio sulla linea 3 venne sostituito da autobus per lavori di rinnovo dell'armamento, a cui si sovrapposero anche i cantieri per la realizzazione della nuova Metro-C in zona Porta San Giovanni; complice anche la temporanea indisponibilità di alcuni tram fermi per revisione straordinaria, trascorsero ben sette anni prima di rivedere il 3 su rotaia, anche se fino al 2009 il servizio venne comunque effettuato nei fine settimana nella sola tratta Valle Giulia-Porta Maggiore. La linea fu riattivata il 27 agosto 2012, ma solo tra Valle Giulia e Piazzale Ostiense, a causa di alcuni problemi con le banchine di via Marmorata e di Porta Portese; soltanto l'8 agosto 2016 venne riportata fino alla Stazione Trastevere. Nel 2010 furono svolti lavori sulle linee 5 e 14: il capolinea centrale venne spostato da via Amendola a piazza dei Cinquecento, nei pressi della stazione Termini, in corrispondenza delle uscite della metropolitana. Sempre nello stesso periodo, il vecchio anello di Piazzale Flaminio fu sostituito da un capolinea tronco con entrambi i binari in via Flaminia, abbandonando quindi la tratta di via Giambattista Vico. Durante questi lavori, la linea 2 fu sostituita dal nuovo 2D Piazza Mancini-Piazza Risorgimento, soppresso dopo il termine dei cantieri, sebbene ne fosse inizialmente previsto il mantenimento.
Il 6 giugno 2013 la linea 8 venne prolungata lungo via delle Botteghe Oscure fino al nuovo capolinea di Piazza Venezia (posto in realtà in Piazza San Marco), con eliminazione dei binari davanti al Teatro Argentina.
Nel primo ventennio del XXI secolo sono stati elaborati programmi di sviluppo della rete tranviaria da ATAC e dal Comune di Roma, nell'ambito della cosiddetta "cura del ferro", ma essi hanno trovato solo parziale realizzazione.

## Linee in costruzione

### Archeotram (Linea turistica) / Linea 7 (Piramide-Termini)
La linea turistica (identificata con il nome di Archeotram e con il numero 7) percorrerà i binari già esistenti della linea 3 (da Piramide a Porta Maggiore) e delle linee 5 e 14 (da Porta Maggiore a Termini) per un totale di 10 fermate presso alcuni dei monumenti principali di Roma. Sulle rotaie saranno impiegati vagoni storici, modernizzati con opportuni supporti audiovisivi. La linea farà parte del più ampio progetto CArMe. 

### Linea 10 (Subaugusta-Ponte Mammolo)
La linea (identificata col numero 10) percorrerà l'interezza di viale Palmiro Togliatti, collegando Subaugusta sulla linea A della metropolitana a Ponte Mammolo sulla linea B, scambiando anche con la linea C e la ferrovia Roma-Giardinetti a Parco di Centocelle e con la FL2 a Palmiro Togliatti, per un'estensione totale di 8 km e 19 fermate.
Il cantiere è stato aperto il 21 ottobre 2024, al fine di eseguire i sondaggi archeologici propedeutici alla stesura del progetto esecutivo. Il 3 marzo 2025 sono iniziati i lavori di realizzazione della linea nella tratta da Ponte Mammolo a via degli Alberini. La conclusione della verifica del progetto esecutivo completo è fissata all'11 Maggio 2025. La successiva cantierizzazione sarà strutturata in cinque lotti costruttivi paralleli. La conclusione dei lavori è prevista per il 30 giugno 2026, in concomitanza con la scadenza PNRR. L'apertura al pubblico è prevista, indicativamente, ad ottobre 2026.  

## Sviluppi futuri

Pianta schematica dell’attuale rete tranviaria di Roma con gli interscambi con metropolitana e ferrovie

Nel Piano Urbano della Mobilità Sostenibile (PUMS), approvato nel 2019 dall'Assemblea Capitolina, è stata prevista un'estensione della rete tranviaria tramite lo sviluppo di numerose nuove linee e il prolungamento di quelle già esistenti. Nello specifico, è stata prevista la realizzazione di nuove sedi tramviarie per portare la rete ad includere 12 linee, con numerazione progressiva (le attuali 2, 3, 5 e 8 manterrebbero l'attuale numerazione, la 14 e la 19 dovrebbero divenire rispettivamente 4 e 9, la 6 e la 7 sarebbero ricavate da una nuova segmentazione dell'attuale linea 3, mentre le linee 1, 10, 11 e 12 verrebbero realizzate ex novo). In particolare, riguardo ai cinque interventi elencati di seguito, la realizzazione dei primi quattro è stata assegnata dal governo Draghi a un apposito commissario straordinario e il loro completamento è stato previsto tra gli inizi del 2025 e la fine del 2027.

### Linea 1 (Termini-Vaticano/Aurelio)
Ad aprile 2021 l'allora sindaco di Roma Virginia Raggi annuncia di aver presentato al Ministero delle infrastrutture e della mobilità sostenibili il progetto per la realizzazione della linea 1 Termini-Vaticano/Aurelio del Sistema Tranviario Capitolino.
La linea partirebbe dalla stazione Termini (interscambiando il nodo autoferrofilotranviario di piazza dei Cinquecento e le linee A e B della metropolitana), proseguirebbe la corsa verso piazza della Repubblica (interscambio metro A), via Nazionale, via IV Novembre, piazza Venezia (futuro interscambio con la costruenda stazione della metro C), corso Vittorio Emanuele II. La linea in seguito dovrebbe diramarsi nella seguente modalità all'altezza del fiume Tevere:
- Linea 1A (verso il Vaticano): la linea percorre Via della Traspontina e termina la corsa in piazza Risorgimento.
- Linea 1B (verso il Quartiere Aurelio): la linea percorre via Gregorio VII, transita per il "nodo Cornelia" (punto nevralgico per le numerose linee ATAC, Cotral e la metropolitana) e termina la corsa in piazza Giureconsulti (in pieno quartiere Aurelio).

La lunghezza complessiva della nuova linea 1 sarebbe pari a circa 8,3 km.

### Diramazione Verano-Tiburtina
La linea dovrebbe costituire la nuova direttrice su cui instradare la linea 3 (Ottaviano-Tiburtina e non più Valle Giulia-Trastevere) e collegare piazzale del Verano al piazzale della stazione Tiburtina, per un'estensione di 1,3 km.

### Linea G (Termini-Giardinetti-Tor Vergata)
Nel 2020 è stata prevista la trasformazione della ferrovia Roma-Giardinetti in una metrotranvia, denominata linea 11 rispetto alla rete tranviaria e linea G rispetto alla metropolitana.

### Linea H (Anagnina-Torre Angela)
È stata prevista la costruzione di una metrotranvia per collegare Anagnina, capolinea della linea A della metropolitana, a Torre Angela sulla linea C. La metrotranvia sarà denominata linea 12 rispetto alla rete tranviaria e linea H rispetto alla metropolitana.

## Tranvie extraurbane

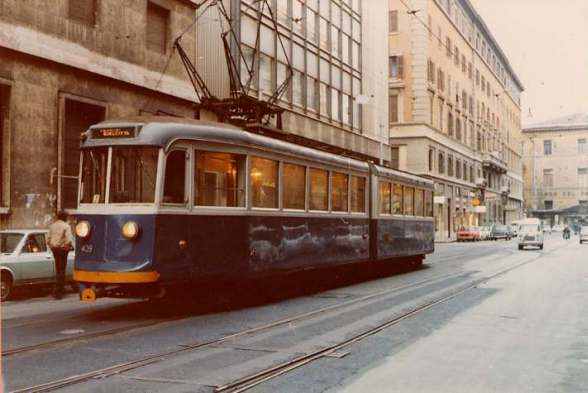
Tram articolato Urbinati a via Giovanni Amendola

Oltre a quelli della rete urbana, a Roma erano presenti i binari di alcune direttrici tranviarie extraurbane:
- dal 1903 al 1980 la STEFER gestì, sulle tratte urbane Termini-Cinecittà e Termini-Capannelle, due linee tranviarie a intenso traffico, soppresse all'apertura della linea A della metropolitana. Tali infrastrutture costituivano le tratte urbane della rete tranviaria detta "dei Castelli Romani";
- tra il 1913 e il 1932, anno di trasformazione in ferrovia a scartamento ordinario, la tranvia Roma-Civita Castellana aveva il suo capolinea romano in Piazza della libertà nel rione Prati. Il servizio urbano, effettuato fino al 1928, veniva effettuato sul percorso piazza della Libertà-viale delle Milizie-viale Angelico-Ponte Milvio;
- fin dal 1879 la TFE, società esercente della tranvia Roma-Tivoli, effettuava brevi corse in servizio urbano tra Termini e la Basilica di San Lorenzo. A partire dal 1904 il servizio venne svolto da motrici elettriche a due assi. Con l'attuazione della riforma tranviaria del 1930, la linea TFE venne inglobata nella rete ATAC;
- la tranvia Portonaccio-Ciampino-Marino collegò per soli 9 anni le località di Marino Laziale, Ciampino e Portonaccio; alla sua chiusura fu sostituita dalla ferrovia Roma-Albano, che ne riutilizzò gran parte del tracciato.

## Depositi

### Depositi attuali
ATAC dispone di due impianti adibiti dedicati al proprio parco tranviario:
- il deposito Porta Maggiore: inaugurato dalla SRTO nel 1889 come deposito-scuderia per i tram a cavalli, è il deposito tranviario vero e proprio;
- le Officine Centrali: site su via Prenestina, sono adibite alla manutenzione di tutti i mezzi aziendali. Il primo nucleo di tale impianto risale al 1921.

### Ex depositi

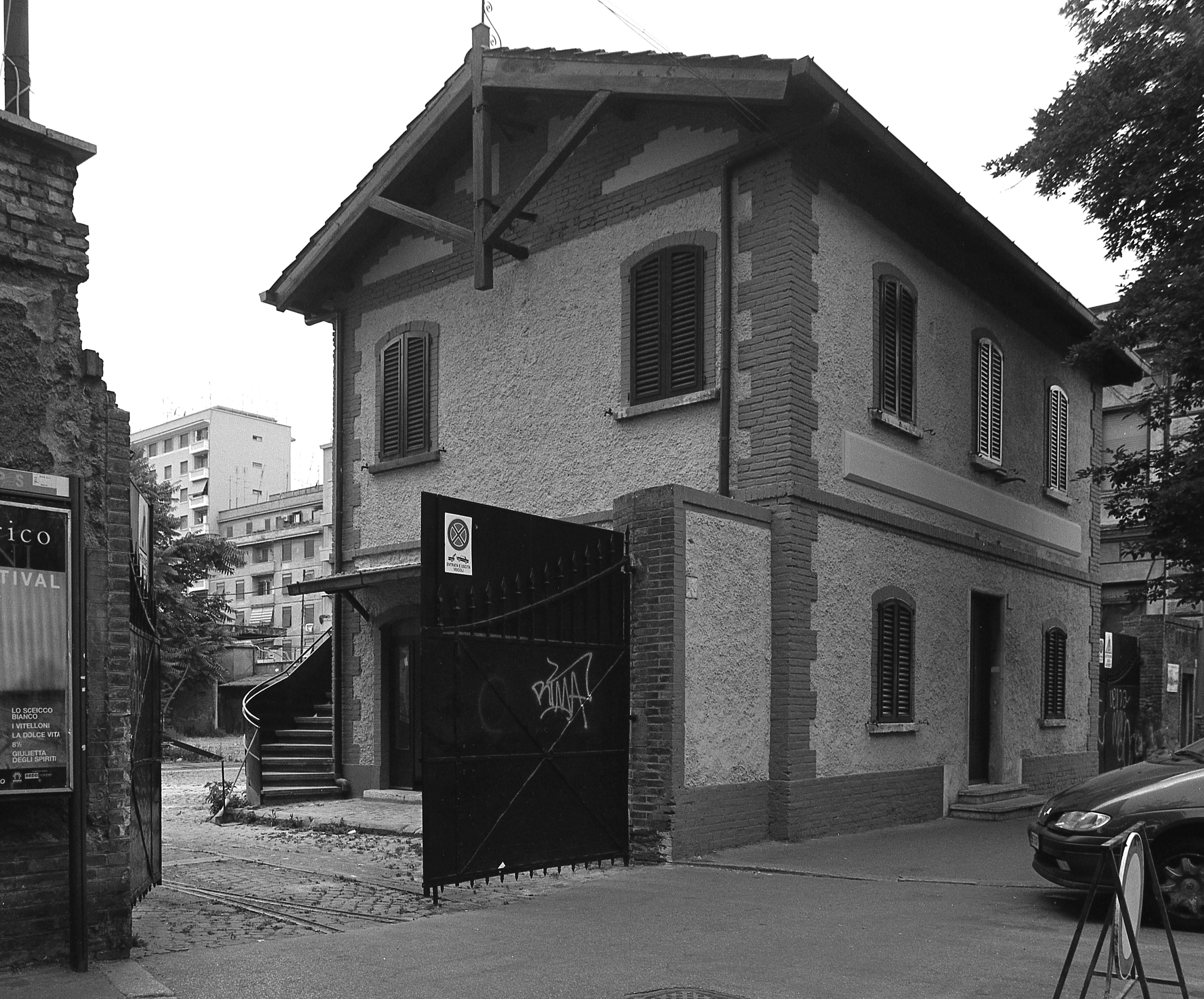
Il deposito STEFER dismesso di via Appia Nuova 450 foto del 2003

In passato erano inoltre presenti i seguenti depositi:
- il deposito San Paolo: (già deposito Littorio), venne inaugurato nel 1928 con il nome di "Deposito del Littorio” è stato tranviario fino al 1964 e definitivamente soppresso dopo il 2000;
- il deposito Vittoria: (noto anche come di Piazza Bainsizza) fu aperto nel 1919 dalla AATM; rimase tranviario fino al 1963 e trasformato in deposito autobus, per poi essere definitivamente soppresso dopo il 2000;
- il deposito S.Croce in Gerusalemme: fu primo deposito AATM, inaugurato nel 1911 a ridosso delle mura Aureliane, è stato in seguito utilizzato come deposito di autobus; a lungo inutilizzato, venne infine demolito e sostituito da un parco pubblico;
- la rimessa Portonaccio: era la sede del cantiere binari del servizio "Impianti fissi"; fu scollegata e riconvertita completamente in rimessa automobilistica con la soppressione della linea 11;
- Il deposito Flaminio: costruito nella metà del XIX secolo passato alla SRTO nel 1884. È sede del museo "Explora, il Museo dei bambini di Roma".[35]
- Il deposito tranviario STEFER dell'Alberone: era situato in via Appia Nuova 450 costruito nel 1903 e dismesso nel 1994, serviva anche come officina riparazioni e manutenzione vetture delle tranvie dei Castelli. Trasformato successivamente in Centro commerciale Happio con l'edificio all'ingresso divenuto Bar tavola calda.

## Materiale rotabile

### In uso

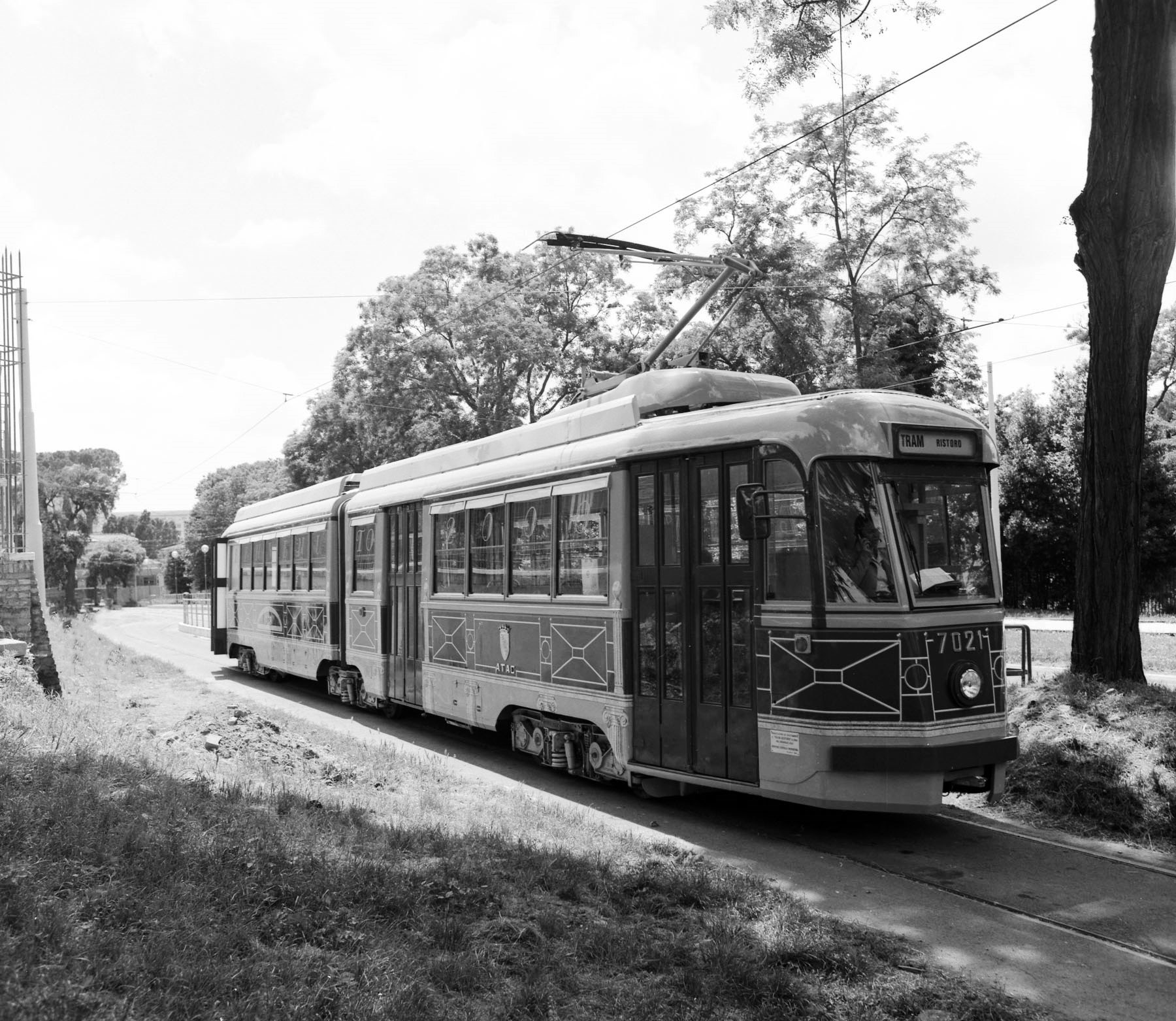
Tram ATAC 7021 trasformato in ristorante

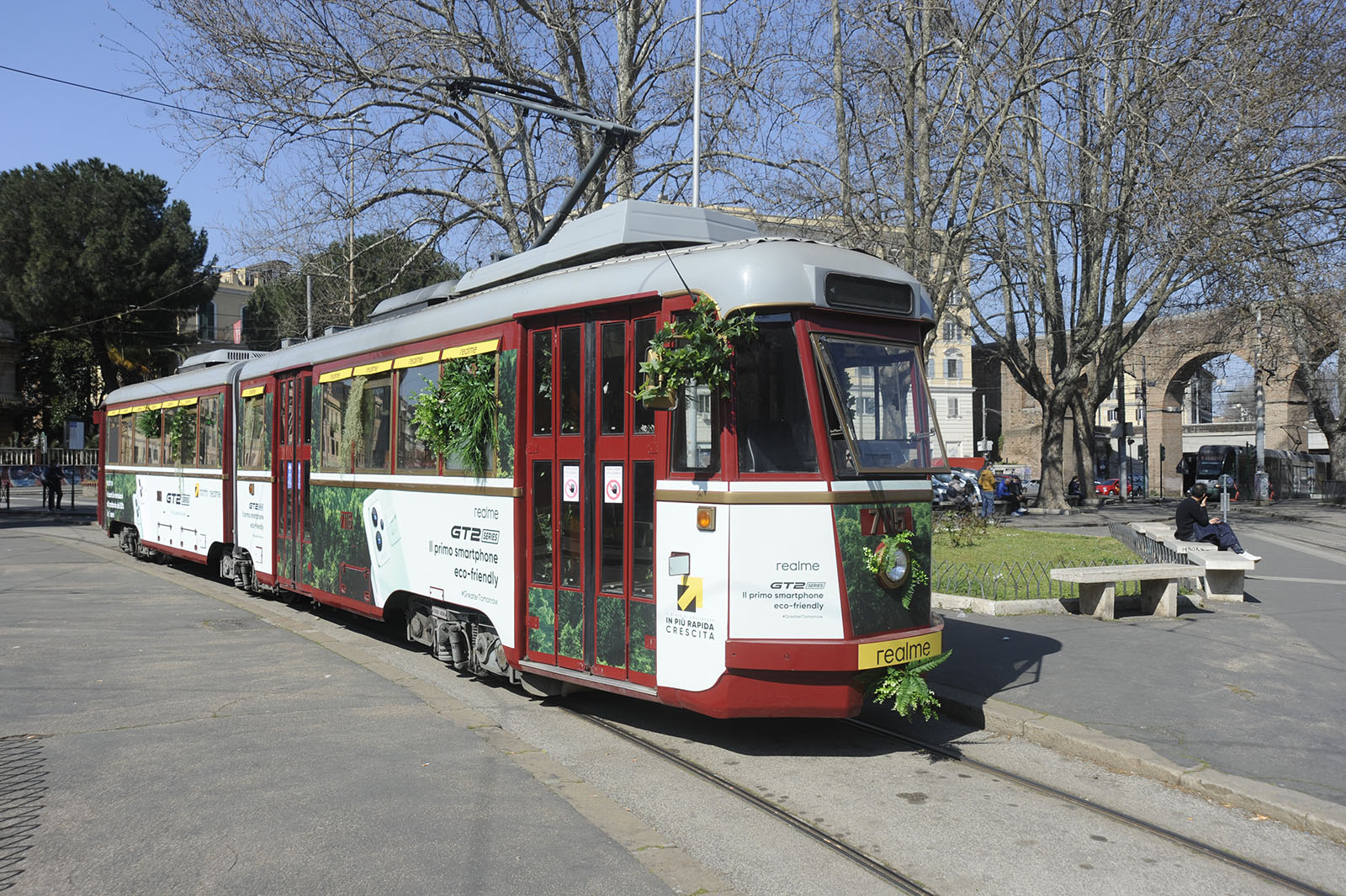
Il tram 7115 usato come veicolo pubblicitario Smartphone

- Serie 7000, costituita da 50 vetture (7003-7099; 7001) ordinate fra il 1948 e il 1949, ammodernate negli anni ottanta; ad aprile 2022 risultano demolite 9 vetture (7001, 7007, 7013, 7043, 7045, 7053, 7073, 7093).[36] Nel 1989 entrarono a far parte del parco altre otto motrici analoghe in servizio fino al 1980 sulla rete STEFER, rimesse in servizio come 7101-7115 (con soli numeri dispari). La 7021 e la 7115 sono state trasformate in tram ristorante. Tra il 2024 e il 2025 verranno demoliti e sostituiti con 118 nuovi tram prodotti dalla spagnola CAF.
- Serie 9000, tram Socimi T8000 a pianale parzialmente ribassato, numerati 9001-9034 costruiti nel 1990-1991.
- Serie 9100, ventotto tram articolati Cityway ordinati alla Fiat Ferroviaria nel 1998 in occasione dell'apertura della linea 8, dotata di capolinea tronco.
- Serie 9200, serie di cinquantadue tram derivati dai precedenti. Le vetture 9217 e 9218 erano prototipi mai entrati in servizio dotati di un elemento sospeso e di un carrello motore in più, formando un veicolo di 41,45 metri di lunghezza; entrambe le vetture furono accorciate fino alla lunghezza delle altre e reimmesse in servizio.

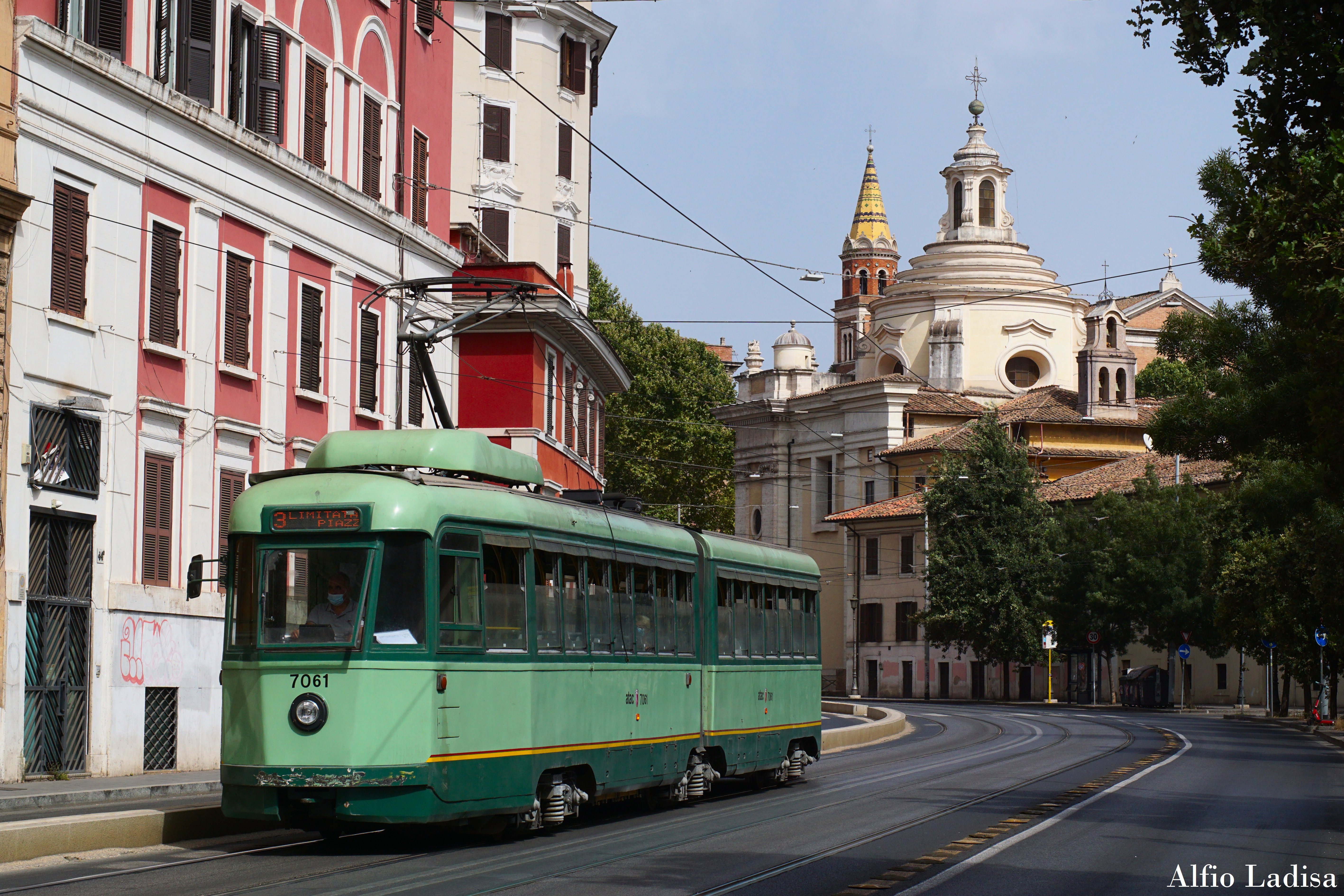
Stanga in via Labicana
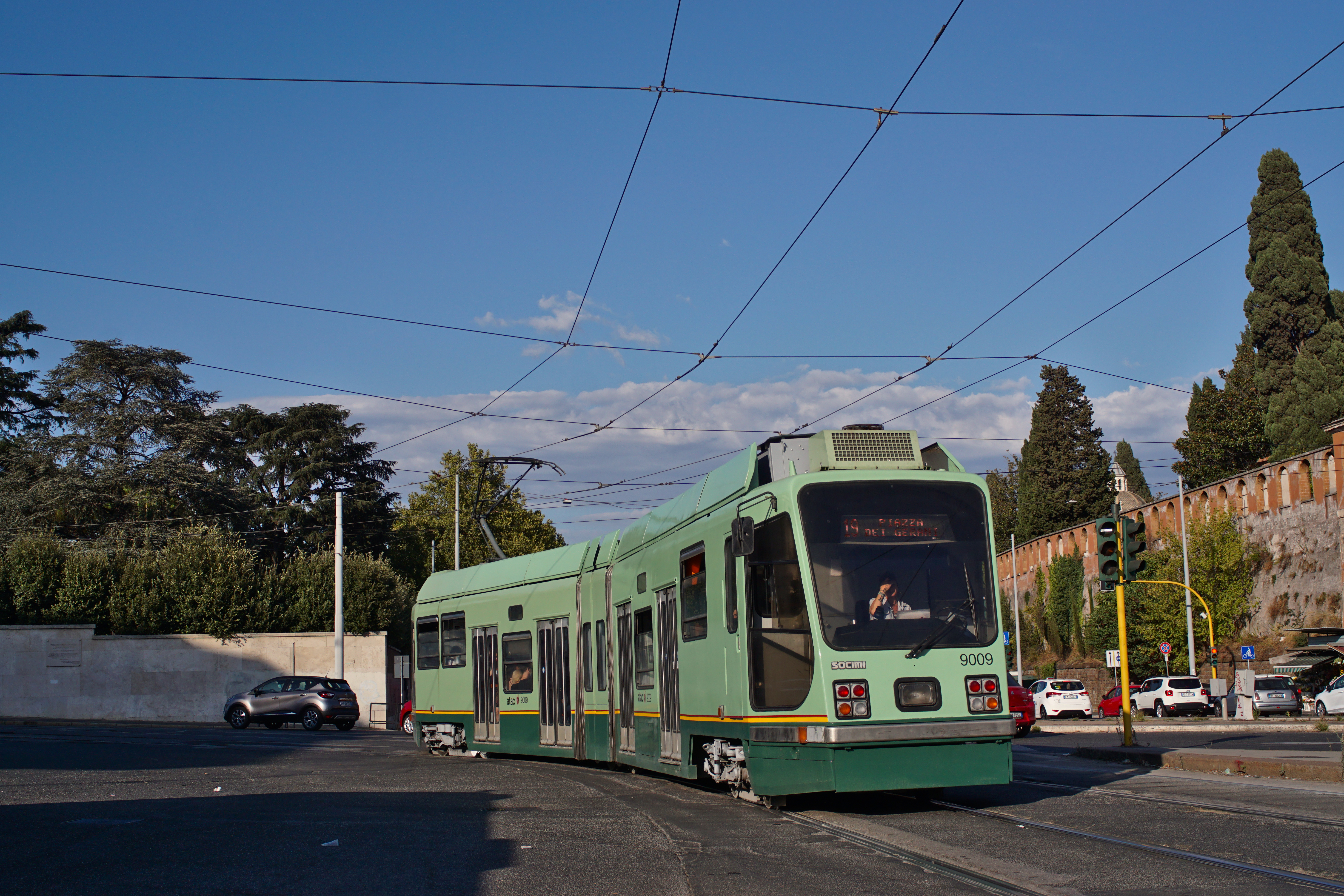
Socimi
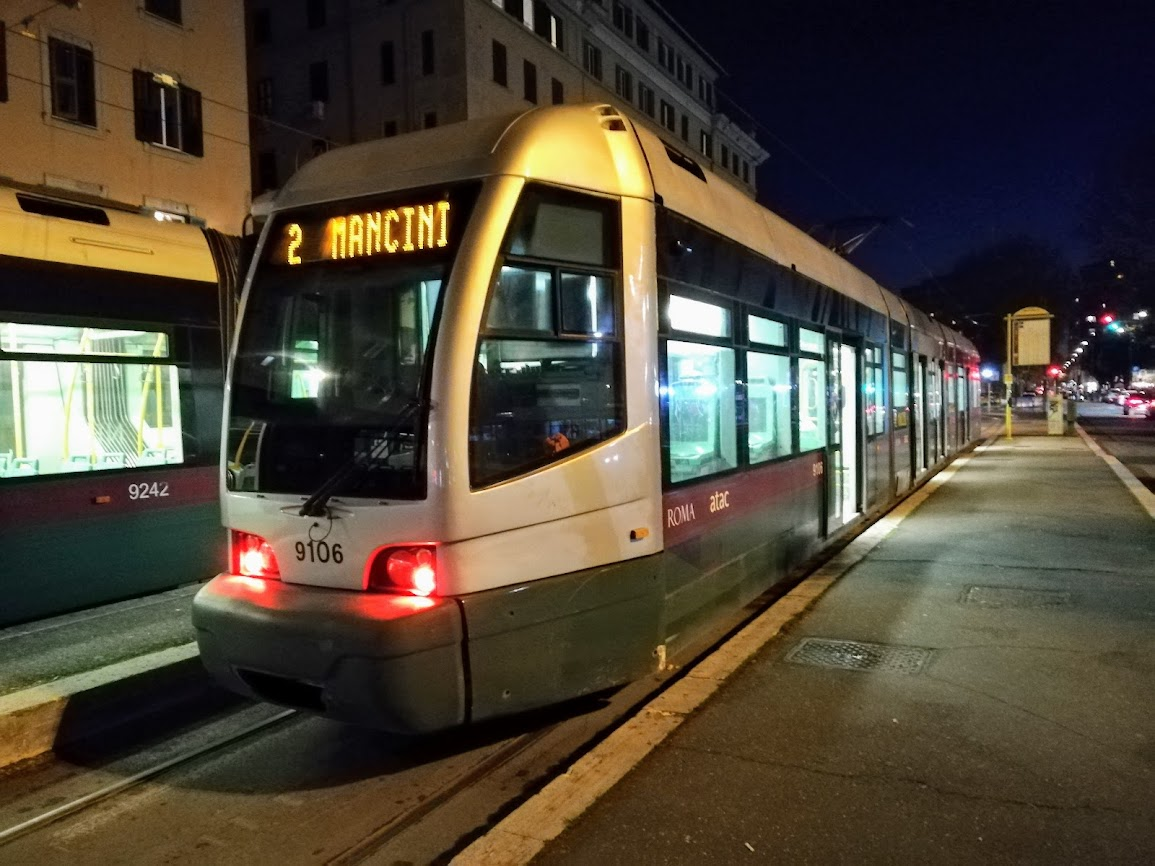
Cityway 1
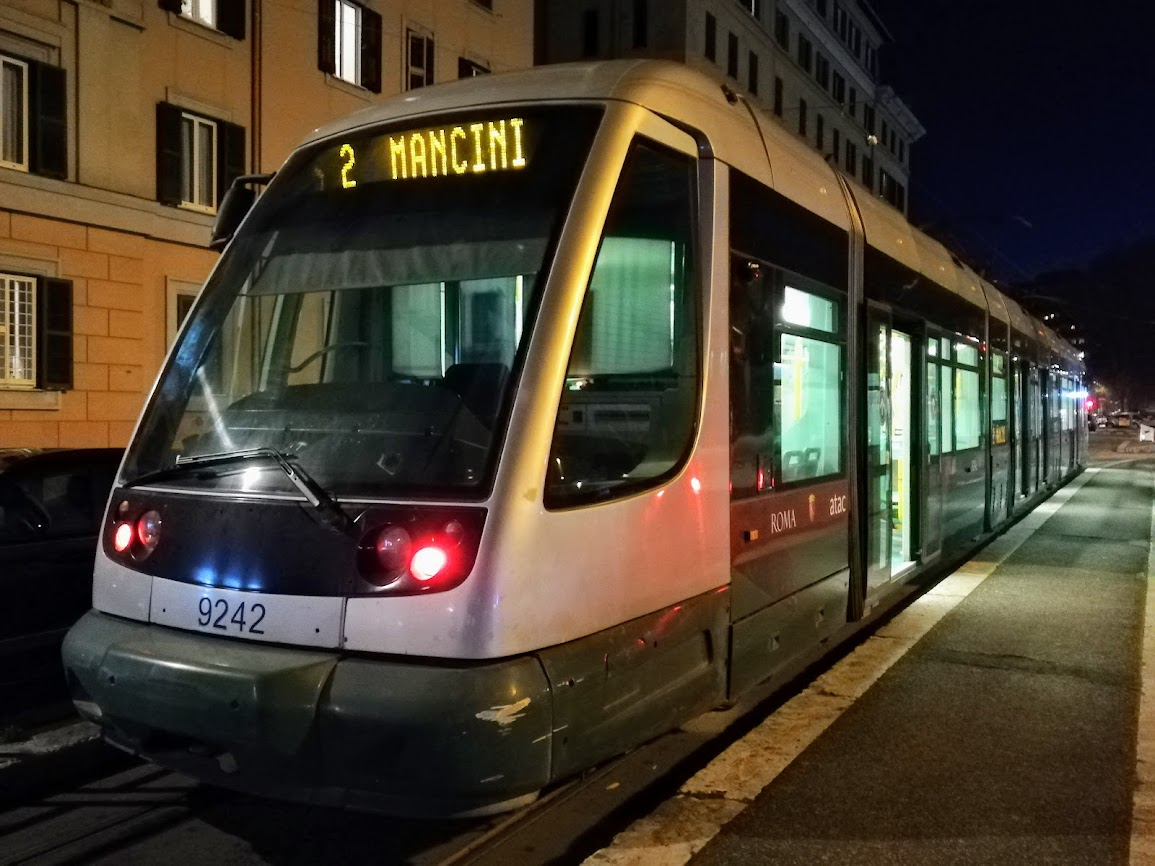
Cityway 2

#### Materiale storico in servizio
- 907 "otto finestrini" restaurato come tram storico (proprietà GRAF) (ad oggi ferma in attesa di revisione)
- 2035 MRS restaurato come tram meeting (ad oggi ferma in attesa di revisione)
- 2047 MRS restaurato come tram storico (ad oggi ferma in attesa di revisione)
- 2135 MRS restaurato come tram ristorante (ad oggi ferma in attesa di revisione)
- 7021 restaurato come tram ristorante (ad oggi ferma in attesa di revisione)
- 7115 restaurato come tram ristorante

### Materiale storico

#### Parco SRTO
- Vetture a cavalli: Non è possibile precisare il numero e le caratteristiche delle vetture tranviarie a cavalli, che però dovevano essere circa 200. Con l'elettrificazione della rete, le vecchie vetture vennero sporadicamente utilizzate come rimorchi e come "vetture d'attesa" presso i capolinea[37]
- Motrici serie 200: tram a truck a due assi con due motori costruito in 102 esemplari (200-296; 401-405) tra il 1895 ed il 1905.
- Motrici serie 300: tram a truck a due assi con due motori costruito in 70 esemplari (297-366) tra il 1902 ed il 1907.
- Motrici serie 400: tram a truck a due assi con due motori costruito in 79 esemplari (367-400; 408-454) tra il 1908 ed il 1911. Non sembrano mai esistite motrici coi numeri 406 e 407.
- Motrici serie 800: piccolo gruppo di 4 motrici (801-804) identiche alle motrici ATAG a 8 finestrini, acquistate dalla SRTO nel 1925 e rinumerate dall'ATAG 1049-1055
- Rimorchi serie 1000: serie di 40 rimorchi a due assi (1001-1041) costruiti tra il 1909 ed il 1911 e demoliti dopo la riforma del 1930.
- Rimorchi serie 1100: piccolo gruppo di 4 rimorchi a due assi (1101-1104) accoppiati alle motrici 801-804, analoghi ma non identici ai rimorchi ATAG a 8 finestrini. Rinumerate nel parco ATAG come 570-576.

#### Tram delle gestioni municipali

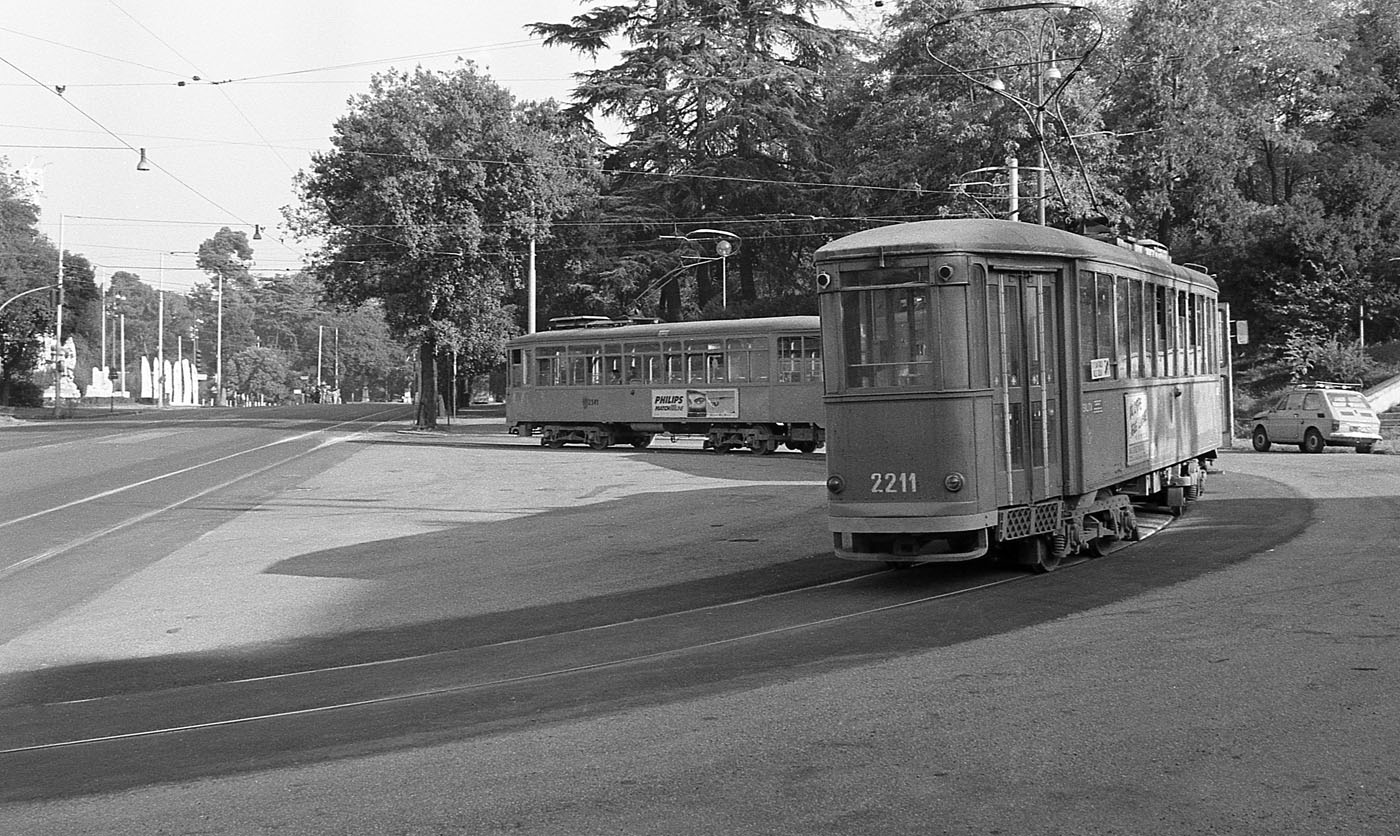
Roma due motrici linea 30 barrato a Valle Giulia nell'estate del 1989

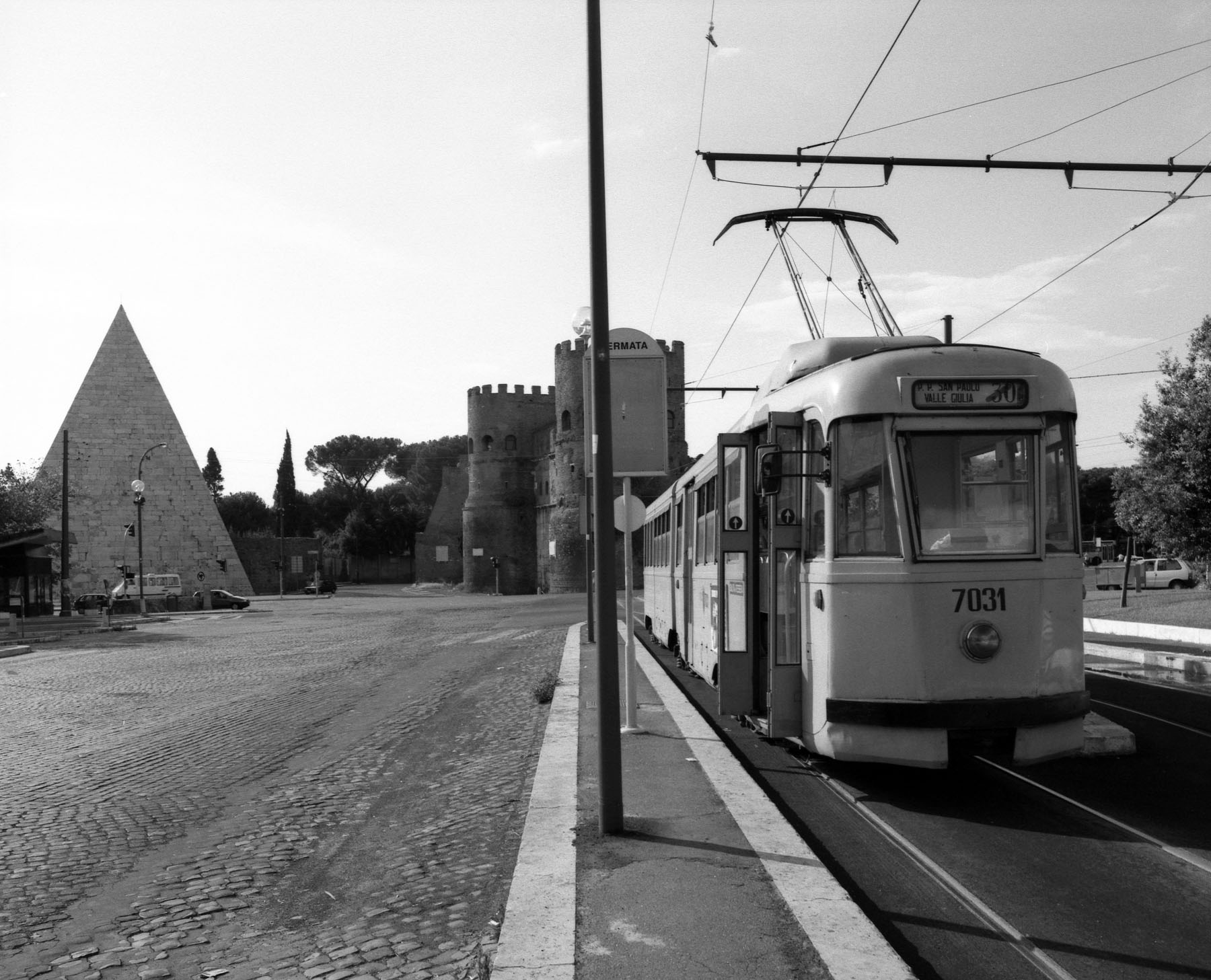
Il capolinea ATAC del 30 barrato a San Paolo nel 1995

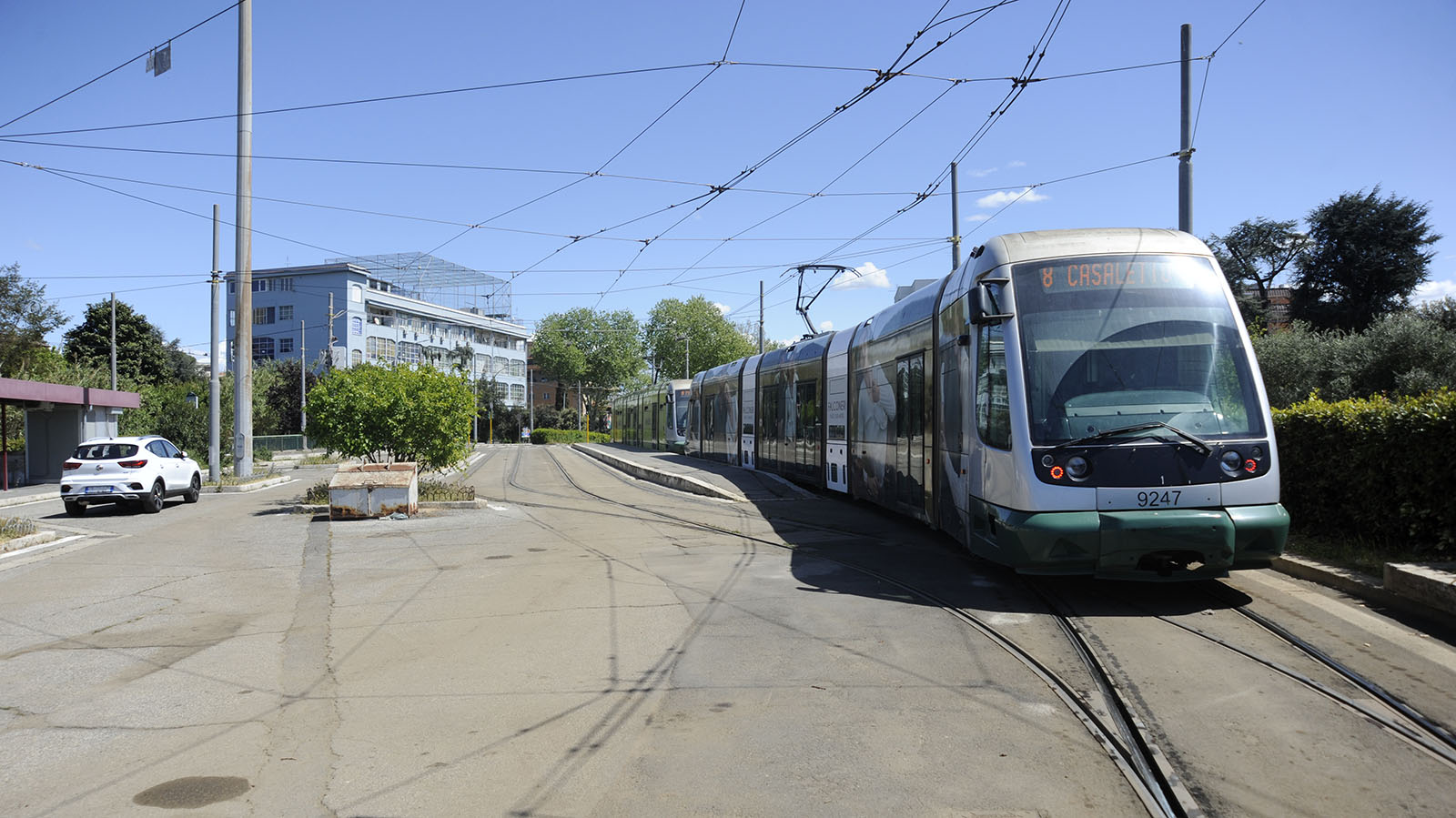
Il capolinea tram 8 a Casaletto

Il materiale rotabile utilizzato dall'azienda municipale, nelle sue denominazioni di AATM, ATM, ATG, ATAG, ATAC e Trambus, fu costituito da un eterogeneo insieme di vetture di diversi tipi e caratteristiche.
Fino dall'inaugurazione dei primi servizi tranviari municipali nel 1911, il materiale rotabile ATAC è stato caratterizzato da un peculiare sistema di numerazione, secondo il quale a tutte le motrici venivano assegnati numeri dispari ed ai rimorchi numeri pari, a partire rispettivamente dai numeri 101 e 102. Tale sistema è stato applicato dall'ATAC anche quando era ormai chiaro che non sarebbero mai più stati acquistati rimorchi (l'ultimo è del 1925) e fino al 1990, quando le 8 motrici TAS ex 501-508 STEFER vennero immatricolate nel parco ATAC con i numeri dispari da 7101 a 7115.
Vi furono tuttavia delle eccezioni. Quando l'ATAG rilevò motrici e rimorchi SRTO, infatti, si decise di aggiungere la cifra 1 davanti alla precedente SRTO nel caso delle motrici e di lasciare immutato il numero dei rimorchi. In questo modo, oltre ad ottenere delle motrici caratterizzate da numeri pari (come ad esempio la 1444, ex 444 SRTO, che fu demolita solo negli anni cinquanta), si ottenne la sovrapposizione tra la numerazione di rimorchi ex SRTO e motrici ATAG a otto finestrini. Con il medesimo sistema vennero numerati anche tutti i filobus e, fino al 1963, gli autobus pur nella quasi assoluta assenza di rimorchi per questi mezzi.
Con la consegna delle motrici SOCIMI, il laborioso sistema pari/dispari è stato abbandonato. Da allora tutti i tram romani sono stati immatricolati nell'intervallo 9000-9999.

##### Tram a due assi

Motrice 805 con rimorchio a 8 finestrini nel 1952

- Tram ad assi radiali: gruppo di novantuno motrici consegnate nel 1911 e numerate 101-281, seguito da un successivo gruppo di cinquantasei vetture analoghe consegnato tra il 1912 ed il 1914. È ancora esistente e funzionante la motrice 279, dal 1961 presso il Seashore Trolley Museum di Kennebunkport, nel Maine.
- Tram a 6 finestrini a truck 283-285 e 289-387: gruppo di cinquantasei motrici analoghe alle precedenti, ma a truck invece che ad assi radiali, costruite tra il 1919 ed il 1921.
- Tram a 7 finestrini 287 e 391-495: gruppo di quaranta motrici a truck, consegnate tra il 1921 ed il 1923.
- Tram a 8 finestrini 497-1055: gruppo di duecentoottanta motrici a truck costruite tra il 1923 ed il 1929 che costituirono il gruppo omogeneo più numeroso della rete tranviaria romana. Risulta ancora esistente la motrice 907, di proprietà del Gruppo Romano Amici della Ferrovia (GRAF).
- Tram ex SRTO: alcune motrici SRTO (in numero imprecisabile, ma almeno 15) dei gruppi 300 e 400 furono ricostruite dopo la loro immissione del parco ATAG. Vennero immatricolate ponendo la cifra 1 davanti alla loro matricola originaria. Alcune motrici arrivarono agli anni cinquanta trasformate in veicoli di servizio.

##### Tram a carrelli

La 2501 in piazza V Giornate a Milano

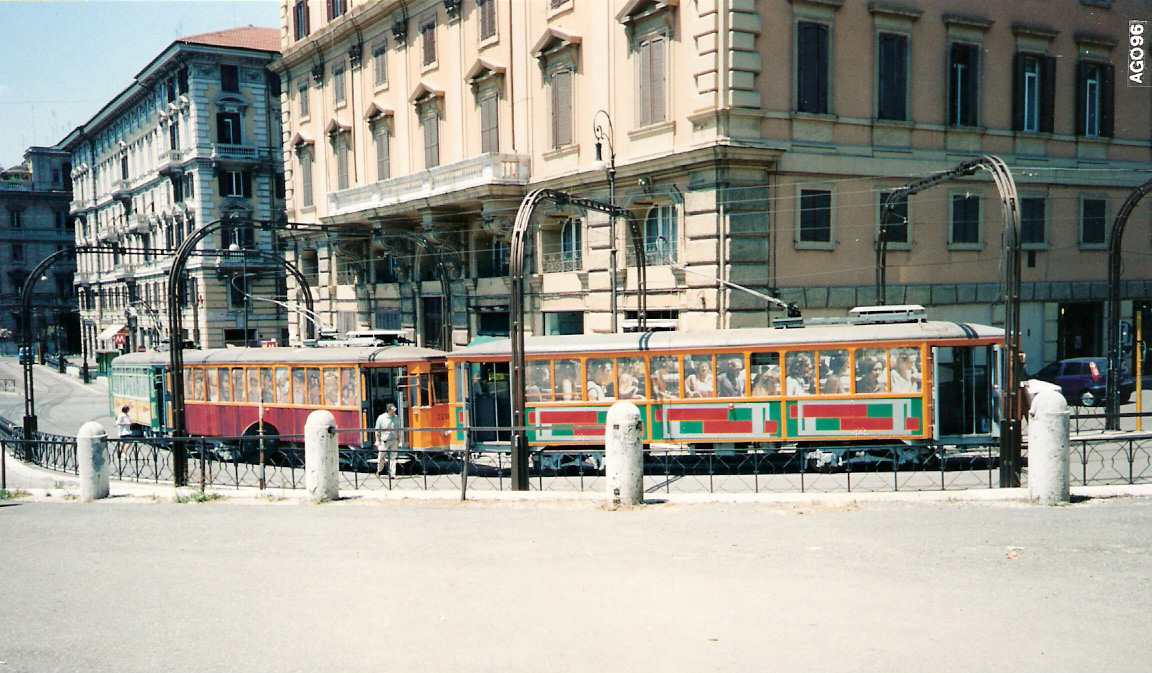
Motrici MRS 2055, 2219 e 2221 a piazzale Flaminio nel 1996

- Motrici a carrelli MRS 2001-2265: rispetto alla ineguatezza dei convogli costituiti da motrice e rimorchio, la "MotoRimorchiata Saglio" (MRS) fu progettata dall'ing. Roberto Saglio e presentata con i due prototipi 2001 e 2003 nel 1927. Prima motrice a carrelli monodirezionale d'Italia, era caratterizzata da una capacità di carico superiore a quella di un convoglio di motrice e rimorchio e, come questo, aveva un carrello motore ed uno portante. Le MRS vennero costruite in tre serie diverse (2005-2063; 2065-2201; 2203-2263) per un totale di centoventitré esemplari che prestarono servizio per quasi settant'anni per le strade di Roma. Ad esse si aggiunse il prototipo di tram a due piani 2P1 del 1935, successivamente modificato come tram normale e numerato 2265. Alla demolizione sono scampate le motrici 2035, 2047 e 2137.
- Motrici a carrelli "Bassotte" 2501-2503: nel 1948 entrarono in servizio due motrici sperimentali (2501-2503) di costruzione Caproni, dotate di un carrello portante ed uno motore come le MRS, ma con cassa in lega leggera di alluminio e pianale parzialmente ribassato, ottenuto grazie al carrello posteriore a ruote indipendenti di diametro ridotto. Impiegate fino al 1950 sulla rete ATAC, furono poi trasferite a Milano, dove nel 1966 furono accantonate.
- Motrici a carrelli PCC 8001-8043: serie di venti vetture di costruzione OM consegnate nel 1957 e 1958 e classificate 8001-8039, furono fra gli ultimi tram monocassa costruiti in Italia. A tale serie furono aggregate dal 1982 due motrici analoghe (8041-8043) cedute dall'ATM di Milano. Il gruppo fu radiato a partire dal 2001 e in gran parte demolito.
- Tram MATER 5001-5099: come nel caso delle MRS, le MATER nacquero dall'esigenza di fronteggiare la crescita del traffico contenendo i costi dovuti al personale. In questo caso però, invece di acquistare vetture nuove, l'ATAC decide di ricavare delle vetture articolate collegando permanentemente una motrice e un rimorchio a otto finestrini. Il prototipo 5001 venne consegnato dalle officine romane MATER nel 1936 e rispecchia uno schema utilizzato anche in altre reti tranviarie italiane e denominato "due camere e cucina". L'intera serie fu consegnata entro il 1938. A seguito del ridimensionamento della rete negli anni sessanta furono demolite entro il 1965. Sei di esse cedute alla STEFER, continuarono a circolare sulle linee per Capannelle e Cinecittà fino al 1972.

##### Altro materiale
A tali vetture si aggiungevano numerosi rotabili di servizio oltre alle vetture rimorchiate.

## Tram romani nel cinema

Marcello Mastroianni e la motrice 775 in via Britannia ne I soliti ignoti

Nel corso dei decenni Roma è stata scelta come ambientazione di centinaia di film, grazie anche alla presenza di numerosi studi cinematografici, in particolare a quelli di Cinecittà; inevitabilmente i tram di Roma sono presenti sullo sfondo o sono stati utilizzati come set di numerosissime pellicole quali:
- Ladri di biciclette (1948)
- Umberto D. (1949)
- Il ferroviere (1957)
- I soliti ignoti (1958)
- Totò e Marcellino (1958)
- Roma (1972)
- Io, Chiara e lo Scuro (1982)
- Fracchia la belva umana (1983)
- Intervista (1987)
- Tre uomini e una gamba (1997)
- Magnifica presenza (2012)
- Lo chiamavano Jeeg Robot (2015)